# 布雷達車站
布雷達車站（荷蘭語：Station Breda）是荷蘭北布拉邦省布雷達的一座鐵路車站，位於布雷達－鹿特丹鐵路、羅森達爾－布雷達鐵路和布雷達－埃因霍溫鐵路上，啟用於1855年5月1日。現今的車站是第三代站房，於2014年啟用。每日平均運量超過3萬人次。